# Skoletæsk
Skoletæsk er en bog med beretninger om tæsk i folkeskolen af Niels Roed. I bogen fremlægges 143 personlige beretninger fra 1880-1980 samt en dokumentation af lussingforbuddet.  Lussinger blev allerede forbudt i skoleloven fra 1814 og blev aldrig senere tilladt. Alligevel fortsatte lærere med at slå elever, som beretningerne viser. Bogen er skrevet af Niels Roed, med et efterord af Erik Sigsgaard og udkom 12. februar 2014 på Sneglens forlag.

## Lussingforbud
Folkeskolens grundlov bliver vedtaget i 1814 og her bliver der indført syv års skolepligt og gratis undervisning til alle børn. I denne lov står der i §27 under afsnittet Instruktion for lærerne: ”Han må aldrig tillade sig, at give børnene ørefigen, stød eller slag med hånden, at knibe dem, eller bruge skældsord imod dem."

## Anmeldelser
Jens Raahauge anmeldte bogen i Folkeskolen, et fagblad for folkeskolelærere, og fremhævede særligt, hvordan det er de fattige børn der får flest tæsk.
En anden tankevækkende tråd, som løber gennem beretningerne i bogen, er, at afstraffelserne først og fremmest rammer dem, der i forvejen forekommer svage. Man holder altså disciplin ved at ydmyge og afstraffe de ordblinde, de børn, der må arbejde, de anderledes og så videre. Måske er det blot udtryk for en traditionsbundethed, når en nutidig professor i specialpædagogik viser forståelse for lussingens effekt.

## Eksterne kilder
- Et par på kassen, artikel i Politiken om skoletæsk, feb. 2014